# 1992 FE
5604 1992 FE eller 1992 FE är en asteroid i huvudbältet som upptäcktes den 26 mars 1992 av den australiensiske astronomen Robert H. McNaught vid Siding Spring-observatoriet.
Asteroiden har en diameter på ungefär 0,5 kilometer och den tillhör asteroidgruppen Aten.